# Reginn
Reginn (noto anche come Mime) è un personaggio della mitologia norrena.
Egli è figlio di Hreiðmar, fratello di Fáfnir e Ótr, appartenente una stirpe di immortali non ben specificata nei testi sopravvissuti fino ai giorni nostri; in alcuni casi sono definiti nani.
La sua storia è narrata principalmente nell'Edda poetica, nell'Edda in prosa e nella Saga dei Völsungar.

## Il Mito
Quando Ótr venne ucciso da Loki, Hreiðmar obbligò gli Æsir a pagarne riscatto. Loki allora rubò il tesoro del nano Andvari e lo consegnò ai parenti dell'ucciso: si trattava dell'oro maledetto dei Niflúngar.
La maledizione ebbe subito effetto; infatti rimasti soli con l'oro i due fratelli chiesero al padre una parte del riscatto, ma Hreiðmar rifiutò; l'avarizia e l'odio crebbero negli animi dei due fratelli, ma Fáfnir fu più lesto e uccise il padre. Reginn chiese al fratello parte dell'oro, ma Fáfnir gli rispose di andarsene se non voleva fare la fine del padre.
Così Fáfnir assunse un perenne aspetto di drago, andando a vivere in una grotta e giacendo sul tesoro, mentre Reginn si diresse a nord dove divenne il fabbro di corte del re Hjálprekr e in seguito tutore del figlioccio del re, il giovane Sigurðr (Sigfrido). Nel giovane, Reginn, vide la possibilità di ottenere vendetta e di impossessarsi del tesoro; forgiò quindi per il giovane guerriero tre spade, ma solo l'ultima risultò abbastanza resistente e possente da essere brandita da Sigurðr: essa fu chiamata Gramr.
Reginn spinse Sigurðr a uccidere il drago, dicendo di scavare una fossa e di nascondersi all'interno per colpire il ventre di Fáfnir quando vi fosse passato sopra: egli in verità sperava che il figlioccio rimanesse annegato nel sangue del drago riversato nella buca. Sigurðr, avvertito da Óðinn, scavò delle fosse per far scolare il sangue e riuscì a uccidere Fáfnir, tornando indenne da Reginn.
Reginn chiese al giovane un altro favore: cucinare per lui il cuore del fratello.
Arrostendo il cuore del drago, Sigurðr, si scottò un dito e se lo mise in bocca, acquisendo così alcuni poteri del drago, tra cui la conoscenza dei linguaggi degli uccelli, e ascoltando le cince tra le fronde venne a conoscenza delle intenzioni di Reginn, che voleva liberarsi di lui. Sigurðr allora uccise il fabbro e si impossessò del tesoro di Andvari.

## Nella cultura di massa
Mime è anche il nome di uno dei Cavalieri di Asgard, antagonisti dell'anime I cavalieri dello zodiaco.
Meeme è il nome di un personaggio del ciclo di storie di Leiji Matsumoto noto come "Leijiverse".
In particolare, ella compare nel manga "Capitan Harlock" e nell'omonimo anime.